# Pontigny
Pontigny település Franciaországban, Yonne megyében. Lakosainak száma 774 fő (2022. január 1.). Pontigny Venouse, Lignorelles, Ligny-le-Châtel, Rouvray és Vergigny községekkel határos.

## Fekvése
Auxerretől 19 km-rel északkeletre fekvő település.

## Története

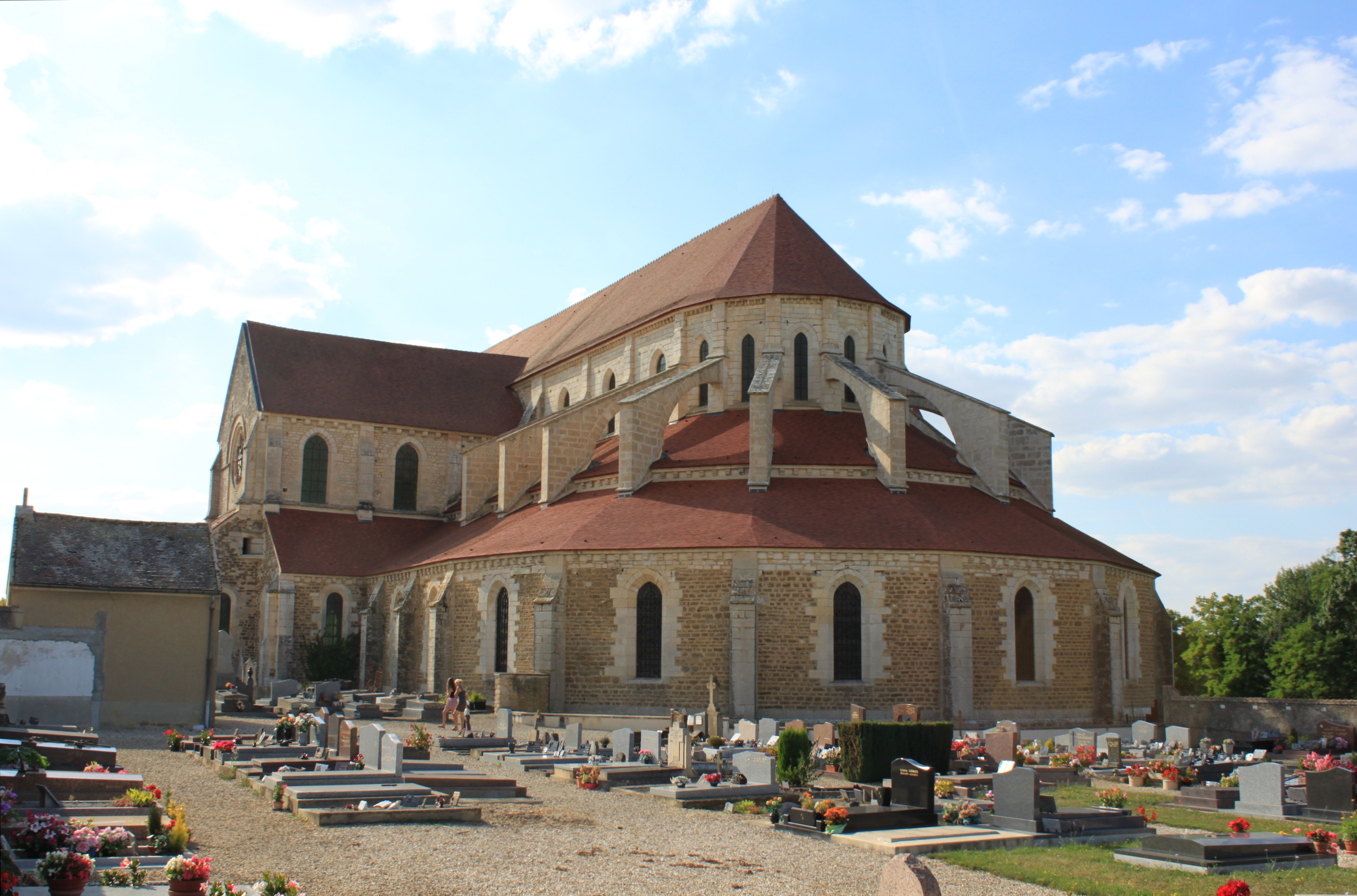
A pontigny apátság épülete

Nevét a 6. században említették először. Franciaországban itt alapították meg 1114-ben a Citeaux 2. leányapátságaként az egykori Pontigny ciszterci apátságot, amelyhez 43 kolostor tartozott. 
Az apátság hatalmas, háromhajós gótikus templomát 1150 körül kezdték építeni. Több apátja püspök is lett. 
1164-ben itt találtak menedéket az angol király elől Becket (Szt) Tamás (1164–66), majd 1207-ben Stephan Langton és 1240-ben Abingdoni Edmund (1238–40) canterburyi érsekek. Abingdoni Edmundot itt is temették el, sírja sok zarándokot vonzott. 
1792-ben a francia forradalom az apátságot megszüntette.

## Galéria

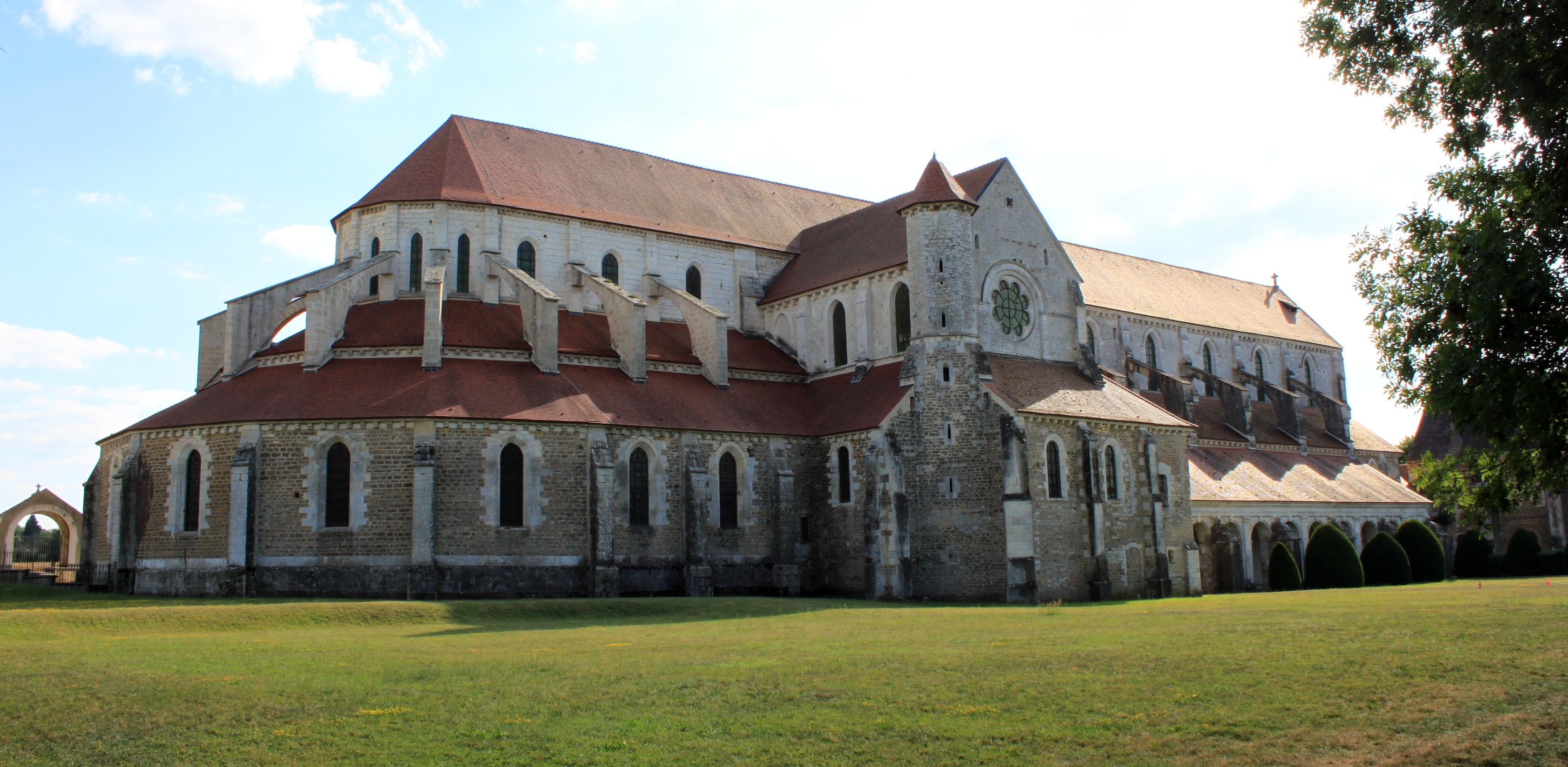
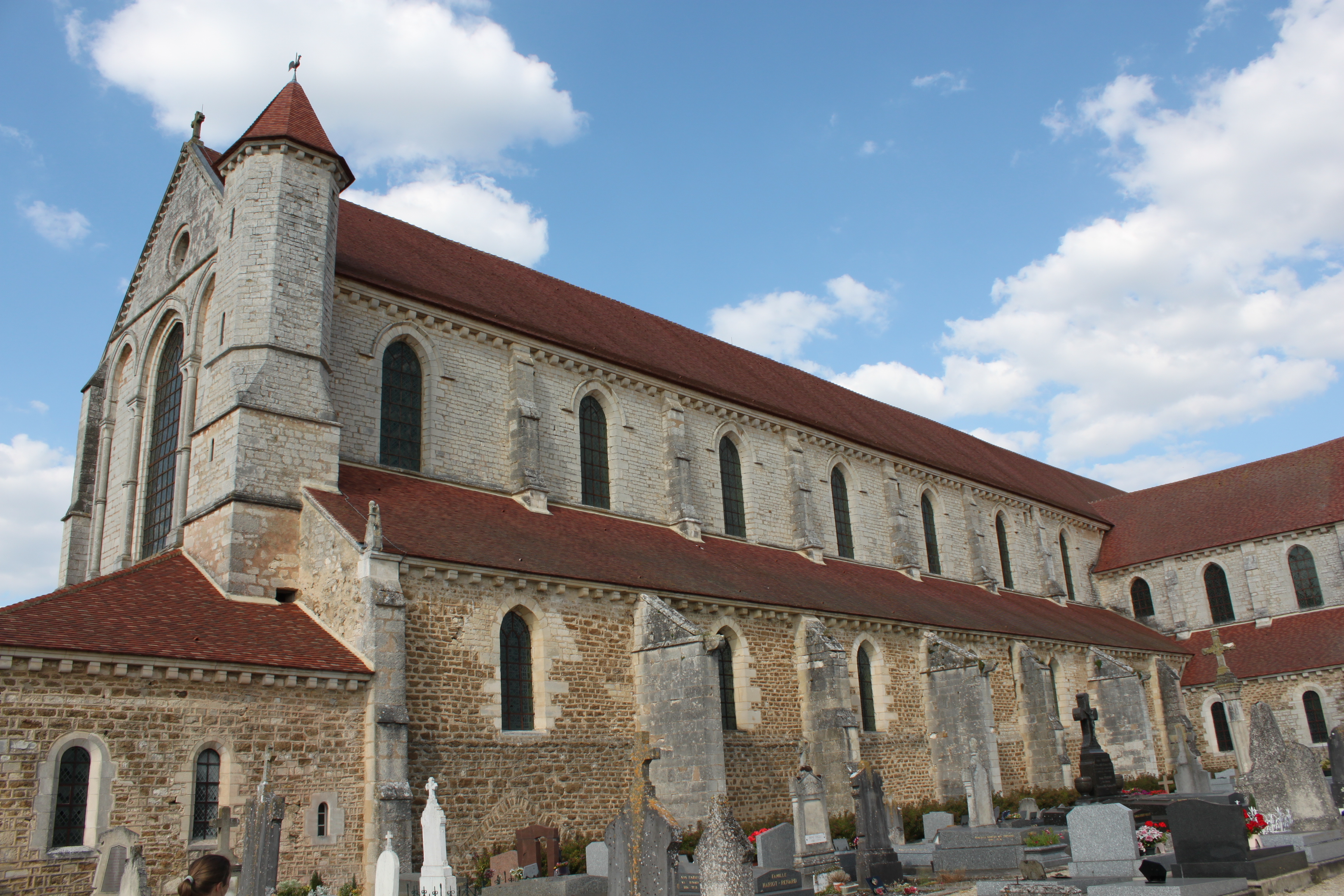
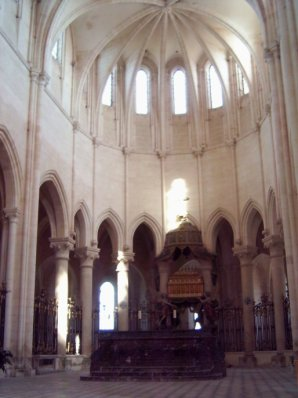
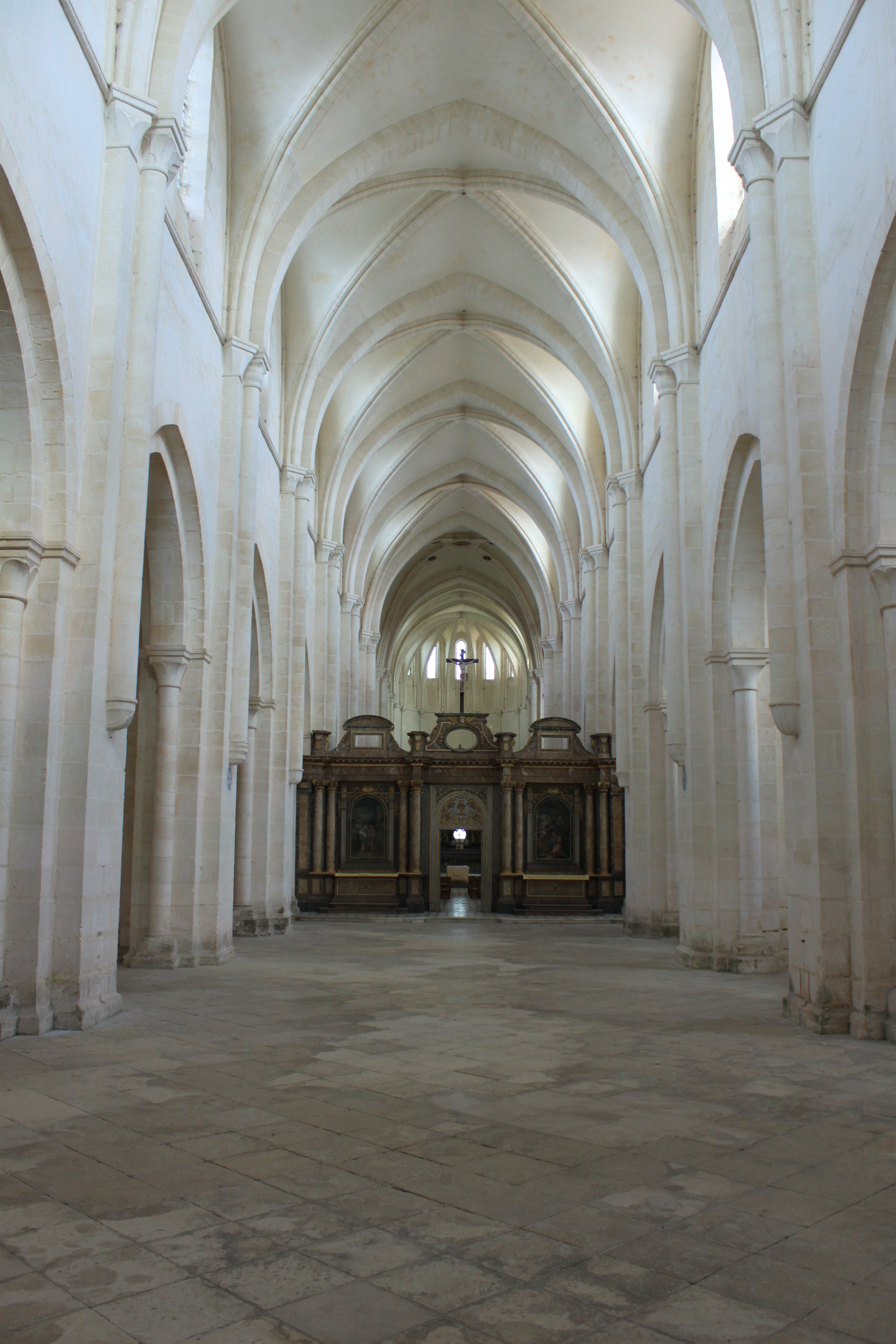
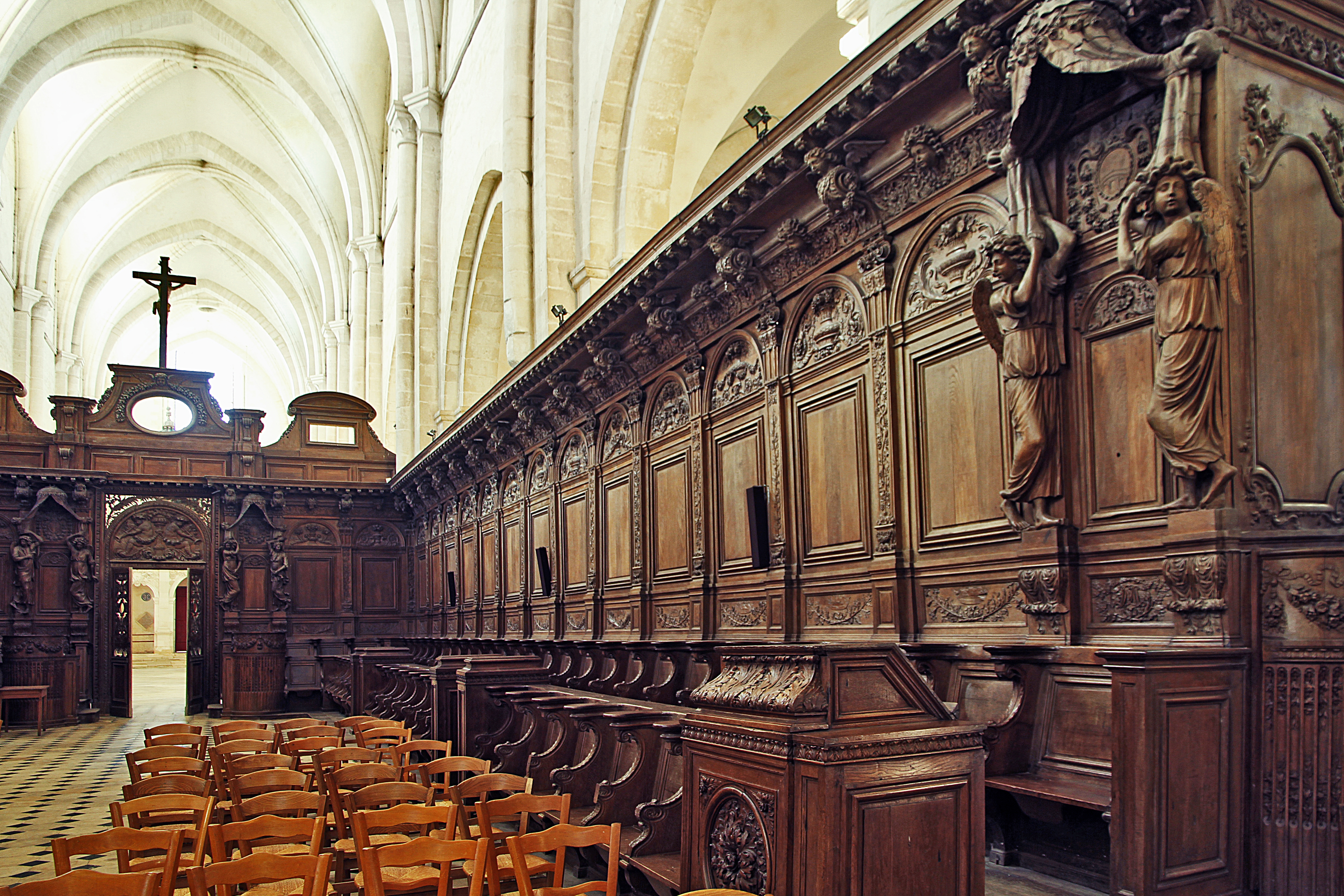
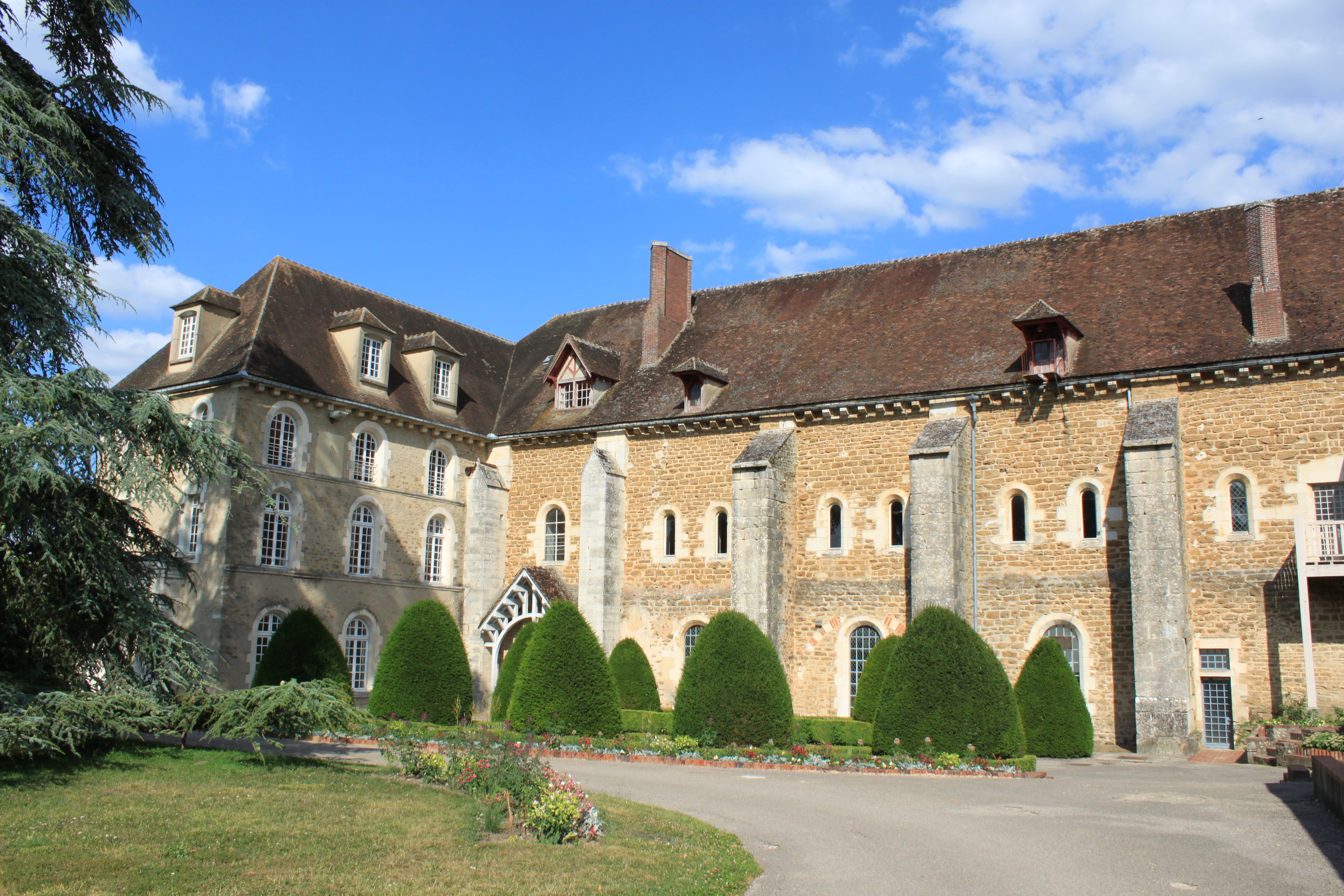
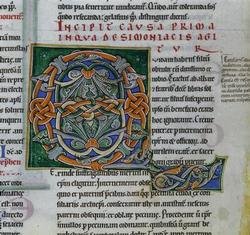

## Népesség
A település népességének változása:
| Lakosok száma | 739  | 759  | 771  | 752  | 751  | 749  | 754  | 759  | 774  |
|               | 2013 | 2015 | 2016 | 2017 | 2018 | 2019 | 2020 | 2021 | 2022 |